# Doritos Crash Course
Doritos Crash Course (anciennement appelé Avatar Crash Course) est un jeu publicitaire de plateforme à défilement latéral 3D développé par Wanako Games pour la Xbox 360. Il est sorti gratuitement en tant que l'un des finalistes du concours "Unlock Xbox" sponsorisé par Doritos, aux côtés de Harms Way. Le concept du jeu a été conçu par Jill Robertson de Raleigh, en Caroline du Nord, inspiré par des jeux télévisés japonais tels que Sasuke. Le 29 décembre 2010, le jeu a été annoncé vainqueur du deuxième concours "Unlock Xbox". Le jeu a eu des retours positifs de la part des critiques.
Une version Windows 8 du jeu, Doritos Crash Course Go!, a depuis été publié.

## Système de jeu
Dans Doritos Crash Course, les joueurs doivent faire passer leurs avatars Xbox 360 à travers des parcours d'obstacles de plus en plus difficiles dans un temps limité. Chaque course a un certain nombre de points de contrôle disséminés tout au long du niveau. Si l'avatar tombe du parcours, la partie recommencera à partir du dernier point de contrôle passé. Le jeu est composé de trois lieux (Europe, Japon et États-Unis), chacun ayant cinq niveaux. Certains des obstacles comprennent des planchers qui s'effondrent, des cordes qui se balancent, des chaînes et des ballons d'eau.

## Accueil
À la fin de l'année 2010, Doritos Crash Course a été téléchargé plus de 1,4 million de fois. Il a reçu une note globale de 74 sur Metacritic, basée sur cinq critiques.

## Contenu téléchargeable
Le 2 janvier 2013, le DLC "City Lights" a été mis en vente pour 1,89 €. Le pack contient quinze niveaux ajoutant au jeu les villes de Las Vegas et Londres, ainsi que les nouvelles versions des niveaux se passant au Japon dans le jeu original.

## Suite
Le 8 mai 2013, la suite nommée Doritos Crash Course 2 est sortie gratuitement sur le Xbox Live Arcade. Semblable au premier jeu, un des ajouts majeurs de ce nouveau jeu est la possibilité d'avoir des avatars contrôlés par les joueurs qui pourrons participer aux courses d'obstacles. Les classements permettent des compétitions avec des amis en ligne, et jusqu'à quatre joueurs peuvent jouer en multijoueur local. Le jeu apporte 4 nouveaux mondes (Amazonie, Antarctique, Égypte et l'Ile des Pirates) avec cinq parcours chacun. Contrairement à Doritos Crash Course, les joueurs doivent collecter des étoiles, qui sont utilisées pour débloquer des niveaux, acheter des bonus et des effets qui changent l'apparence des avatars dans le jeu.
Le 24 avril 2014, le jeu a été retiré du Xbox Live Arcade  à la suite d'une annonce de fermeture une semaine auparavant, le 17 avril.